# Casillas (Guatemala)
Casillas è un comune del Guatemala facente parte del Dipartimento di Santa Rosa.